# 今宵多珍重 (歌曲)
《今宵多珍重》是一首經典歌曲，國語原唱版在1956年面世(另一說1957年)，歌手為香港歌手崔萍；1982年再經香港歌手陳百強改編為粵語版。

## 崔萍原唱國語版
《今宵多珍重》原唱版本誕生於1956年，飛利浦唱片公司發行，是香港歌手崔萍的國語歌曲，由王福齡作曲、南來的海派文人馮元祥以筆名馮鳳三填詞（另有筆名司徒明、林達等），並被視為崔萍和王福齡其中一首成名作。歌曲氛圍抒情，調式為降D大調，慢板，4/4節拍。有論者認為歌詞表達戀人遠別時共同的看法：「珍惜最後一刻」，「浪漫中帶點瀟灑」，對景物的描寫則較為客觀。
歌曲流傳到台灣時，被用作成功嶺大專兵暑訓中央播音系統常設的晚安曲，遂成為幾代人的集體回憶。

### 崔萍早期版本
崔萍是1956年在香港成立的飛利浦(Philips)唱片新晉歌手，當時出版的仍是78轉唱片，根據唱片編號，"P 31000 H"由1956年開始，崔萍灌唱的《今宵多珍重》，編號為"P 31053 H"，應在1957年出版。
初代的飛利浦唱片在1959年結業，香港亞洲唱片(Asia Records)取得了飛利浦的聲音母帶，以EP及LP格式出版過《今宵多珍重》這首歌曲，使歌曲流行開來。
崔萍轉投百代唱片(EMI)，並於1967年重新灌錄《今宵多珍重》，收錄於《心聲弦韻》專輯(LP)，因此崔萍唱的《今宵多珍重》有「飛利浦/1957」和「百代/1967」兩個版本。
1957-00-00 今宵多珍重(I) 崔萍 我的一顆心-今宵多珍重(78轉) Philips(飛利浦/菲立士) P 31053 H (AA 31053.2 H) <曲：王福齡> <詞：林達(馮鳳三)>
1964-00-00 今宵多珍重(I) 崔萍 今宵多珍重(EP) 崔萍(Side A) 顧媚(Side B.封面) 香港亞洲唱片 EPAS 6 
(出版日期待考) 今宵多珍重(I) 崔萍 今宵多珍重(EP) 崔萍(Side A) 顧媚(Side B.封面) 蝴蝶唱片-香港亞洲唱片 SBEP 30 
(出版日期待考) 今宵多珍重(I) 崔萍 今宵多珍重(LP) 崔萍 顧媚(封面) (群星) 蝴蝶唱片-香港亞洲唱片 SAL 003 
(出版日期待考) 今宵多珍重(I) 崔萍 蓬萊春暖(LP) 崔萍 顧媚(封面) (群星) 香港亞洲唱片 LHC 3003 
1967-00-00 今宵多珍重(II) 崔萍 心聲弦韻(LP) 天使唱片(Angel Records)-EMI 3AEX-320 (重唱版)

### 翻唱版本
| 年份      | 演唱         | 作詞   | 編曲            | 語言 | 場合/專輯                      | 備註                                          |
| --------- | ------------ | ------ | --------------- | ---- | ------------------------------ | --------------------------------------------- |
| 1967      | 崔萍         | 馮鳳三 | Vic Cristobal   | 國語 | 《心聲弦韻》專輯（百代唱片）   | 重唱版本                                      |
| 1983      | 黃鶯鶯       | 馮鳳三 | Jeremy Monteiro | 國語 | 《天使之戀》專輯               |                                               |
| 1983      | 蔡琴         | 馮鳳三 |                 | 國語 | 《不了情》專輯（海山唱片）     |                                               |
| 1985      | 費玉清       | 馮鳳三 | 陳志遠          | 國語 | 《星夜的離別》專輯             |                                               |
| 1988      | 徐小鳳       | 馮鳳三 | 盧東尼          | 國語 | 《別亦難》專輯                 |                                               |
| 1990      | 王菲、蔣志光 | 馮鳳三 |                 | 國語 | 無線電視「勁歌金曲」第三季季選 |                                               |
| 1999      | 梅艷芳       | 馮鳳三 | 鮑比達          | 國語 | 《沒話說》專輯                 |                                               |
| 2002      | 周蕙         | 馮鳳三 | 吳慶隆          | 國語 | 《今宵多珍重》專輯             |                                               |
| 2014      | 王若琳       | 馮鳳三 | Pessi Levanto   | 國語 | 《午夜劇院》專輯               |                                               |
| 2019 2022 | 谷婭溦       | 馮鳳三 | 朱俊傑          | 國語 | 《哭牆》專輯                   | 無綫電視劇集《金宵大廈》、《金宵大廈2》片尾曲 |
| 2020      | 錢正昊       | 馮鳳三 | Facevoid        | 國語 | 《今宵多珍重》專輯             |                                               |

### 國語原詞翻唱版本
1965-00-00 孫一華 花月佳期(LP) 美亞唱片(Mayar Records) MS-1001 
1965-10-15 幸福男聲合唱團 國語歌曲精粹(LP) (群星) 環球唱片(Universal Record) 
1966-00-00 紫薇 1966最流行華語歌曲-你我還少年(LP.Singapore) 紫薇 (&群星) (徐珮 李小梅 美黛 瓊櫻 李偉倫) 馬華唱片 MLP-1005 
1966-05-19 霜華 雪華 (孫雙華 孫一華) 姑娘要出嫁(LP) 環球唱片(Universal Record) 
1967-00-00 金音 金音阿哥哥專集(LP.Singapore) 南星唱片(Southern Star).南方企業(Southern Enterprise) SE-681 
1967-00-00 金音 金音阿哥哥專集(LP.Taiwan) 四海唱片(Four Seas Records) 
1967-00-00 黛萍 我心中有個你(EP.Singapore) Star Swan SCE-516 
1967-06-00 謝雷 謝雷之歌第二集(LP) 麗歌唱片(Leico Record) AK-629 
1968-00-00 婷婷 第二夢(EP) 黃清元 婷婷 熊貓唱片(Panda Records) YHEP-107 
1968-00-00 婷婷 夢中人(EP) 熊貓唱片(Panda Records) YHEP-111 
1970-01-01 黃熙雯 瘋狂週末(LP) 鄭音樂(Tay Music) TM-9988 
1973-03-00 陳芬蘭 中國名歌與陳芬蘭(LP) 麗歌唱片(Leico Record) AK-922 
1973-03-01 紫薇 紫薇懷念歌曲(LP) 麗歌唱片(Leico Record) AK-918 
1977-00-00 鳳飛飛 東尼懷念歌曲第九集-玫瑰玫瑰我愛你(LP) 東尼機構(TONY) TONY-LP-68 
1978-00-00 尤雅 蔓莉(LP) 樂風-麗風唱片(Life Records) LFLP-564 
1979-00-00 馬艾妮 第十一輯-嘉年華(LP.Malaysia) 天星唱片(Prinstar Records).統一唱片(Unity Records) SNR-2341 
1979-09-18 胡茵夢 胡茵夢之歌-初戀女(LP) 東尼機構(TONY) Tony-LP-421A 
1980-00-00 詩妮 相見在夢中-我說不(LP) EMI-百代 LRHX-953 
1980-10-18 靜婷 山歌姻緣(LP) 永恒唱片(Wing Hang Record) WLLP-972 
1981-00-00 黃曉君 黃曉君之歌第十八集-花月佳期(CS) 樂風-麗風唱片(Life Records) LFC-1002 
1982-07-18 黃曉君 黃曉君之歌第二十一集-知否(CS) 樂風-麗風唱片(Life Records) LFC-1082 
1983-00-00 黃曉君 黃曉君之歌第二十一集-知否(LP) 樂風-麗風唱片(Life Records) LFLP-1082 
1983-00-00 張國榮 (MV.電視) 新加坡廣播局(SBC)(新加坡電視台) 
1983-00-00 郭金發 夢中人-今宵多珍重(LP) 聞名唱片 FMLP-1002 
1983-00-00 黃鶯鶯 天使之戀(LP) Philips(飛利浦) 811-234-1 
1983-00-00 劉秋儀 劉秋儀Vol.14-夢裡訴情懷(LP) 大聯機構(Great Union)
1983-00-00 蔡琴 懷念舊歌第二輯(LP) 永聲音樂(Sound Sound Music).瑞成貿易(Sui Seng Trading) SML-P83007 
1983-01-01 蔡琴 懷念老歌第2集-不了情-癡情淚(LP) 海山唱片(Haishan Records) LS-7218 
1983-03-15 王芷蕾 孤獨夢中-遇見你(LP) 飛羚唱片(Feeling Record) 
1984-03-00 龍飄飄 分手(LP) 鄉城機構(Sain Chen) SC-2001 
1985-00-00 奚秀蘭 奚秀蘭歌壇18週年紀念作-大地回春(CS) 謝氏公司(Tse's & Co) TSC-8523 
1985-08-00 費玉清 星夜的離別-雅音新篇第四輯(LP) 東尼機構(TONY) TONY-LP-059 
1986-00-00 劉韻 第四輯-明月千里寄相思-今宵多珍重-月圓花好(CS) 風格(Form Records) F-9577 
1986-00-00 韓寶儀 無聊遊戲-愛的苦酒-心聲淚痕(CS) 風格(Form Records) N-9851 
1986-01-01 蔡幸娟 中國娃娃回想曲2(LP) 光美文化事業 KAA-658 
1986-08-24 孔蘭薰 中國名曲專輯(CD.日本Toshiba版) 麗歌唱片(Leico Record) AKS-0008 
1986-08-24 孔蘭薰 中國名曲專輯1(CD) 麗歌唱片(Leico Record) AKS-0008 
1987-02-00 高勝美 雷射金曲(二)(CD) 上格唱片(San Ger Record) FCD-0013 / SCD-66 
1988-00-00 美黛 青山 名曲精選第3輯-今宵多珍重(CD) 青山 瑞成貿易(Sui Seng Trading) SS014 
1988-01-01 徐小鳳 別亦難(CD) Polydor(寶麗多) 835-151-2
1988-01-01 徐小鳳 別亦難(LP) Polydor(寶麗多) 835-151-1
1990-00-00 陳永良 情人的眼淚(CD) BMG-Pacific
1990-00-00 今宵多珍重(華語.粵語) 陳麗媚 華粵一體-今宵多珍重(CS) 大聯機構(Great Union) GC-0144 
1990-00-00 多少柔情多少淚(Summer Kisses Winter Tears)+南屏晚鐘+今宵多珍重 櫻花 百老滙勁歌熱舞(CS) 快樂唱片(Happy Records)
1990-02-01 陳勇敢 蕭曼萱 陳儷玲 8點檔連續劇主題曲第九輯(CD) 大信唱片 
1992-00-00 森林之歌+南屏晚鐘+今宵多珍重 林琇俐 溫柔寫真(CS) Tay Music(鄭音樂) TM9988-123 
1992-02-01 蘇霈(蘇愛倫) 心戀(CD) 友善的狗.華星唱片(Wha Shing Record) WCD-2035 
1994-03-21 今宵多珍重+人生就是戲+歌迷小姐+我的一顆心 喻方君 懷念巨星之歌2(CD) 南方唱片(NSR) NSR-CD-5505 
1996-00-00 卓依婷 凌一惠 款款柔情甜歌輯2(CD+VCD) 金碟豹 
1998-00-00 吳靜嫻 歌聲憶當年第二集-梅蘭梅蘭我愛你(CD) 新雅(國際)影碟(CMP) / 輝皇企業(Hui Hvang) CCD-1045 
1998-00-00 林玉英 鋼琴酒吧(2)-冬戀(CD) 金豬唱片 
1998-00-00 羅時豐 20世紀國語經典實錄(CD) 
1999-02-16 梅艷芳 沒話說(CD) 藝能動音 74321 BMG Music Taiwan MIM-9908C 
2001-11-30 周蕙 今宵多珍重(CD) 福茂唱片(Linfair Records) 70167 
2003-00-00 Zhao Ke(趙可) 上海爵士-中國爵士音樂的黃金歲月(CD) (群星) EMI 
2006-01-01 上官萍(劉小茜) 流行金曲系列-2(專輯.網上版) 劉小茜.豐華可登有聲 
2006-01-01 董沁 Jazz Music-野百合·春天(CD) 廣東天麗影音 
2006-05-26 楊培安 午夜兩點半的我(CD) 擎天娛樂(Skyhigh) 120054 
2006-07-01 蘇曼 蘇曼de夜晚(CD) 星外星 
2008-00-00 賴冰霞 冰紛霞影心曲集(DVD) 瑞華唱片(Suwah Music) SWDVD-08-58002 
2010-00-00 孫露 發燒天后膽機人聲測試(CD) 深圳音像 
2010-01-01 芊秀 滄海遺珠經典金曲(CD+VCD) 麗聲唱片(Soundlife Records) SLVCD2199 
2011-05-26 黃佳佳 華語金選曲Vol.7(VCD) NAV Nirwana Record Surabaya(泗水) 
2011-07-18 藍嵐 砂淚-人聲與鋼琴的對話2(CD) 廣州柏菲音樂製作.廣州蔓地唱片 
2012-00-00 葉蔻 懷念旋律-薔薇之戀(CD) 佳運影碟(Carrybase) F-7740 
2012-02-11 金梅子 又見炊煙-靚聲妹III(CD) Songyoung Music 
2013-01-01 李文 李文Vol.1-傳承經典-今宵多珍重-三年(CD+VCD) 麗聲唱片(Soundlife Records) 
2013-12-31 莊學忠 魅力冠軍III-經典老歌集(CD) Chng Shyue Chung 
2014-02-00 女聲四重唱 國語老歌留聲機1(專輯.網上版)
2014-03-25 王若琳 午夜劇院-Midnight Cinema(LP/CD/SACD) 索尼音樂(Sony Music) 88843054861(LP) 88843054862(CD) 88843078652(SACD)
2015-12-07 憶薇 憶薇Vol.5-讓我心碎讓我醉(CD+VCD) 揚音樂(Yeong Music) YMVCD-706 
2019-01-04 馮喬 中國日記(CD) 火烈鳥文化 
2019-09-16 谷婭溦 今宵多珍重(國)(劇集金宵大廈片尾曲)(單曲.網上版) 星夢娛樂(Voice Entertainment) 
2019-09-16~10-13 谷婭溦 金宵大廈(電視劇.全20集)(片尾曲) 陳山聰 李施嬅 無綫電視翡翠台 
2019-10-29 今宵多珍重+南屏晚鐘 侯俊輝 夜長夢多(CD+DVD) 南方唱片(NSR) NSR-52874-2/D 
2020-04-21 黃紹祖 最愛費玉清-深情演繹-今宵多珍重(CD) 
2020-06-05 錢正昊 FACEVÔID(編曲) 今宵多珍重~特別規劃-返場-君歌年華(單曲.網上版) 愛聲存(北京)文化傳媒.騰訊音樂娛樂 
2020-09-22 EB Duet(黃鈺凌[主音] 何贊雄[吉他]) 半月~half moon(CD.Malaysia) Lite Music
2021-04-28 谷婭溦 哭牆(CD) 星夢娛樂(Voice Entertainment)

## 陳百強粵語版
1980年代初的香港樂壇甚少把國語老歌翻唱成粵語歌，林子祥在1981年曾改編《夜來香》，唯反響一般。香港歌手陳百強曾表示一次在金唱片頒獎典禮(1982年8月2日第六屆)獲嘉賓崔萍頒獎，使他萌生翻唱此曲的念頭，便在1982年12月推出由鄭國江填詞、鮑比達編曲的廣東版，收錄在陳百強的專輯《傾訴》中，是當中的主打歌。
編曲方面，獲形容略帶巴薩諾瓦風情，節奏轉為輕快，有論者認為色士風的間奏最為突出。
鄭國江曾表示填詞時尊重原詞，較少考慮陳百強本身；並曾擔心「深深一吻莫匆匆」一句不符合陳百強初出道的純情形象，但後來其演繹卻讓他感到滿意
鄭國江的詞被指較原版「哀傷悽怨」。而普遍的好評是情景交融、文辭典雅。詞評人朱耀偉卻認為欠缺新意，未能開拓新意境；詞評人涂小蝶則列出數個與原詞的相異之處：鄭國江單以主角一人的角度敘事；暗示了二人分開的原因；對景物的描寫反映了主角的情感。
此外，唱片收藏家黃國恩認為相較以往兩張專輯的歌，陳百強在此曲的唱腔變得內斂，技巧亦見進步。
歌曲推出後成為了RTHK中文歌曲龍虎榜1983年第二周的冠軍歌、無綫電視的1983年度十大勁歌金曲之一及AGB觀眾抽樣調查最受歡迎獎。此版流傳甚廣，曾獲梅艷芳、古巨基、劉德華、陳慧嫻、譚詠麟、杜麗莎等知名歌手於電視節目和演唱會上演唱。
2019年，粵、國兩版分別用作無綫電視劇集《金宵大廈》的主題曲及片尾曲，並分別由譚嘉儀及谷婭溦演唱。2022年，粵、國兩版復用作劇集《金宵大廈2》的主題曲及片尾曲。

### 陳百強早期版本
1982-12-00 今宵多珍重(粵語) 陳百強 傾訴(CS) 華納唱片(WEA Records) 2292-50044-4 <詞：鄭國江> 
1982-12-00 今宵多珍重(粵語) 陳百強 傾訴(LP) 華納唱片(WEA Records) 2292-50044-1
1985-01-00 今宵多珍重(粵語) 陳百強 陳百強精選(CD) 華納唱片(WEA Records) 2292-51719-2 
1985-01-00 今宵多珍重(粵語) 陳百強 陳百強精選(LP) 華納唱片(WEA Records) 2292-51719-1 
1986-00-00 今宵多珍重(粵語) 陳百強 陳百強精選'86(CS) 華納唱片(WEA Records) 2292-53051-4 
1986-00-00 今宵多珍重(粵語) 陳百強 陳百強精選'86(LP) 華納唱片(WEA Records) 2292-53051-1 
1989-07-02 今宵多珍重(粵語) 陳百強 (MV) 感情寫真音樂特輯(電視) 無綫電視翡翠台 (MV畫面由陳百強小孩至青年時期照片組成)

### 翻唱版本
| 年份      | 演唱           | 作詞   | 編曲   | 語言 | 場合/專輯                              | 備註                                          |
| --------- | -------------- | ------ | ------ | ---- | -------------------------------------- | --------------------------------------------- |
| 1983      | 阮兆祥         | 鄭國江 |        | 粵語 | 無線電視「歡樂今宵」之「Sing星聲」環節 |                                               |
| 1983      | 湯鎮業、翁美玲 | 鄭國江 |        | 粵語 | 無線電視「星光熠熠競爭輝」             |                                               |
| 1986      | 梅艷芳、陳百強 | 鄭國江 |        | 粵語 | 梅艷芳盡顯光華演唱會                   |                                               |
| 1987      | 鄺美云、呂方   | 鄭國江 |        | 粵語 | 翡翠星輝二十年                         |                                               |
| 2003      | 古璇           | 鄭國江 | 楊卓鑫 | 粵語 | 《璇曲蔓地3·原點》專輯                 |                                               |
| 2004      | 梁玉嶸         | 鄭國江 |        | 粵語 | 《+愛》專輯                            |                                               |
| 2009      | 童麗           | 鄭國江 |        | 粵語 | 《啼笑因緣》專輯                       |                                               |
| 2012      | 呂珊           | 鄭國江 |        | 粵語 | 《Phases of Love》專輯                 |                                               |
| 2014      | 陳果           | 鄭國江 |        | 粵語 | 《喝彩》專輯                           |                                               |
| 2015      | 鄭少秋         | 鄭國江 |        | 粵語 | 無線電視「Sunday靚聲王」EP8            |                                               |
| 2018      | 譚詠麟         | 鄭國江 | 蔡體林 | 粵語 | 《環球高歌陳百強》合輯                 |                                               |
| 2019 2022 | 譚嘉儀         | 鄭國江 | 朱俊傑 | 粵語 | 《Can You Hear》專輯                   | 無綫電視劇集《金宵大廈》、《金宵大廈2》主題曲 |
| 2021      | 陳佳           | 鄭國江 | 廖志茂 | 粵語 | 《應是故人來》專輯                     |                                               |
| 2023      | 譚嘉儀         | 鄭國江 |        | 粵語 | 鄭國江50+2「詞名一生演唱會」           |                                               |
| 2023      | 蔡楓華         | 鄭國江 |        | 粵語 | 蔡楓華永記情深演唱會                   |                                               |
| 2024      | 譚嘉儀         | 鄭國江 |        | 粵語 | 文歌起武音樂會                         |                                               |

### 陳百強粵語版翻唱版本
1990-00-00 今宵多珍重(華語.粵語) 陳麗媚 華粵一體-今宵多珍重(CS) 大聯機構(Great Union) GC-0144
1999-01-01 蘇曉鳳 賣花女(VCD) Dallas.皇星全音(Kingstar Pansonic).星星製作(Sing Sing Production) 
2003-08-13 古璇 璇曲蔓地3·原點(CD) 廣州柏菲音樂製作 HQ-CD007 
2004-12-04 梁玉嶸 十愛(CD.DSD) 廣東音像 
2009-02-03 童麗 啼笑姻缘(CD) 妙音唱片 
2012-06-08 呂珊 Phases of Love(CD) 環星音樂(WSM)  
2014-07-02 陳果 喝彩(CD.HQCD) 雨林音樂.廣東音像 S-007 
2016-07-25 鍾明秋 愛在深秋(CD) 天藝唱片 
2016-10-26 方俊 詞壇神筆鄭國江-詩情畫意(CD) (群星) 環星音樂(WSM) 
2017-02-06 歐儷雯 撒謊(DVD+CD) 南方唱片(NSR) NSR-52750-2/D 
2018-08-29 譚詠麟 環球高歌陳百強(CD) (群星) Universal Music(環球音樂) 6795231 
2018-10-25 譚詠麟 環球高歌陳百強(LP) (群星) Universal Music(環球音樂) 6797677 
2019-09-16 譚嘉儀 今宵多珍重(劇集金宵大廈主題曲)(單曲.網上版) 星夢娛樂(Voice Entertainment) 
2019-09-16 (輕快版) 譚嘉儀 今宵多珍重(劇集金宵大廈插曲)(單曲.網上版) 星夢娛樂(Voice Entertainment) 
2019-09-16~10-13 譚嘉儀 金宵大廈(電視劇.全20集)(主題曲) 陳山聰 李施嬅 無綫電視翡翠台 
2019-09-16~10-13 (輕快版) 譚嘉儀 金宵大廈(電視劇.全20集)(插曲) 陳山聰 李施嬅 無綫電視翡翠台 
2019-12-05 譚嘉儀 Can You Hear(CD) 星夢娛樂(Voice Entertainment) 
2019-12-05 (輕快版) 譚嘉儀 Can You Hear(CD) 星夢娛樂(Voice Entertainment) 
2020-01-02 可可(Coco) 粵唱粵精彩(CD+DVD) (群星) Metro Muzik(樂都唱片) 
2022-01-07 陳佳 應是故人來(CD.HQII) 天藝文化傳播

### 獎項
- 1983年「十大勁歌金曲」第一季季選
  - 《今宵多珍重》
- 1983年度十大勁歌金曲頒獎典禮[19]
  - 十大勁歌金曲《今宵多珍重》
  - AGB觀眾抽樣調查最受歡迎獎（金曲金獎前身）《今宵多珍重》

## 其他填詞版本
1965-00-00 服裝設計專家(粵語) 鄭碧影 撈世界要醒目-電影原聲帶插曲(EP) 鄭君綿 林艷 鄭碧影 風行唱片(Fung Hang Record) 7TE-1002 
1965-10-07 服裝設計專家(粵語) 鄭碧影 撈世界要醒目(電影) 胡楓 丁皓 鄭碧影 鄭君綿 龍圖(導演) 金鳳影片 
1967-12-30 舞影歌聲(粵語) 陳寶珠 無敵女殺手(電影) 陳寶珠 呂奇 譚炳文 石堅 莫康時(導演) 興發影業 
1968-08-00 舞影歌聲(粵語) 陳寶珠 無敵女殺手(EP) 百代唱片Pathe-EMI EPH-3021 
1969-00-00 Take Good Care Of Her(英語) 西門魯尼(Simon Junior) 今宵多珍重(EP) Maurice(莫利士唱片) / Cortersions(哥的聲唱片) PTE-603 
1969-00-00 不要忘了我(粵語) 薛家燕 歡樂的週末(EP) 百代唱片Pathe-EMI EPH-3062 <詞：蘇翁>
1978年，新馬歌手麗莎經樂風唱片公司推出粵語專輯《第五集 麗莎之歌 萍踪寄語✽谷中情》，當中的《花月良宵》便是改編自《今宵多珍重》，此曲由鄧登填詞、區志雄及楊道火編曲指揮。
1978-06-11 花月良宵(粵語) 麗莎 麗莎之歌第五集-萍踪寄語-谷中情(LP) 樂風-麗風唱片(Life Records) LFLP-569 <詞：鄧登>
1979-00-00 尋找那一半(粵語) 王秀文 1979(離別的叮嚀)(LP) (群星.various artists) 永恒唱片(Wing Hang Record) WLLP-933 <詞：盧國沾>
1984-00-00 ด้วยรักและรอคอย(愛與等待)(泰語) ชลธิชา สุวรรณรัตน์(Chonthicha Suwannarat) เพียงความคิดถึง(懷舊)(LP) Polydor(寶麗多) FE-001 
1991年，獲電影《監獄風雲II · 逃犯》編劇南燕重新填詞為主題曲《希盼得好夢》，有國、粵語兩版，均由溫碧霞主唱，後者收錄於其個人專輯《Irene》中。
1991-06-22 希盼得好夢(國語) 王蕙君 監獄風雲II·逃犯(電影.國語版) 周潤發 陳松勇 林嶺東(導演) 新藝城影業.金公主電影 <詞：王景平>
1991-06-22 希盼得好夢(粵語) 溫碧霞 監獄風雲II·逃犯(電影.粵語版) 周潤發 陳松勇 林嶺東(導演) 新藝城影業.金公主電影 <詞：南燕>
1991-09-01 希盼得好夢(粵語) 溫碧霞 IRENE(CD) Homerun
1993-09-03 希盼得好夢(粵語) 溫碧霞 海潮~新曲+精選(CD) Homerun 

### 其他版本
| 年份 | 曲目                  | 演唱                     | 作詞 | 編曲           | 語言       | 收錄專輯                        | 備註                         |
| ---- | --------------------- | ------------------------ | ---- | -------------- | ---------- | ------------------------------- | ---------------------------- |
| 1969 | Take Good Care Of Her | Simon Junior（西門魯尼） |      |                | 英語       | 收錄於專輯《今宵多珍重》        |                              |
| 1978 | 今宵多珍重            | 麗莎                     | 鄧登 | 區志雄、楊道火 | 粵語       | 第五集 麗莎之歌 萍蹤寄語·谷中情 |                              |
| 1991 | 希盼得好夢            | 溫碧霞                   | 南燕 |                | 粵語、國語 | 《Irene》專輯                   | 電影《監獄風雲II逃犯》主題曲 |